# Turó de la Guàrdia (Espinelves)
El Turó de la Guàrdia és una muntanya de 1.127 metres que es troba al municipi d'Espinelves a la comarca d'Osona. Al cim hi ha un vèrtex geodèsic (referència 296103001).